# António Barbosa de Melo
António Moreira Barbosa de Melo GCC • GCIH • GCL (Penafiel, Lagares, 2 de novembro de 1932 – Coimbra, 7 de setembro de 2016) foi um jurista, investigador e político português.

## Biografia
Especialista em direito administrativo, foi docente e investigador da Faculdade de Direito da Universidade de Coimbra, onde se licenciou em Direito e terminou o Curso Complementar de Ciências Político-Económicas, equivalente ao atual mestrado. A sua dissertação, intitulada Do vício de forma no acto administrativo (1961), foi galardoada, ex aequo, com o Prémio Calouste Gulbenkian.
Casou com Maria Cecília Palha da Costa Lima, da qual teve João Paulo, Maria Teresa, Luís António e Maria Joana Lima Barbosa de Melo.
Após a Revolução de 25 de Abril de 1974, esteve entre os fundadores do então Partido Popular Democrático (atual PSD), juntamente com Francisco Sá Carneiro, Francisco Pinto Balsemão e Joaquim Magalhães Mota. Foi então um dos juristas de Coimbra — grupo onde também se inserem Jorge de Figueiredo Dias, Manuel da Costa Andrade ou Carlos Alberto da Mota Pinto — que influenciaram o partido do ponto de vista programático, atenuando o efeito liberalizante do esboço inicial. Mais tarde, na sequência do congresso de Leiria, em outubro de 1976, Barbosa de Melo seria também um importante dirigente da ala de Sá Carneiro, quando este reconquistou o partido, passado o período do PREC.
Integrou a Comissão para a Elaboração da Lei Eleitoral para a Assembleia Constituinte, em 1974, na qual seria deputado, entre 1975 e 1976. Foi então, a par de Jorge Miranda, entre outros, uma das vozes mais empenhadas em consagrar as normas constitucionais que salvaguardassem o pluralismo democrático e a liberdade económica na Lei Fundamental, quando os excessos do período revolucionário indiciavam a instauração de um regime totalitário de esquerda ou a guerra civil. 
De seguida, nas legislativas de 1976, foi eleito para a Assembleia da República, onde permaneceu até 1977. Regressaria ao Parlamento em 1980, sendo eleito sucessivamente nas legislaturas iniciadas em 1980, 1985, 1987, 1991 e 1995.
Em 1991, foi eleito o 9.º presidente da Assembleia da República Portuguesa, funções que exerceu até 1995. 
Foi ainda membro do Conselho de Estado, de 1985 até 2005. 
Entre os restantes cargos que exerceu, foi vogal da Comissão Instaladora do Instituto Nacional de Administração, fundado em 1979, e participou na fundação do Centro de Estudos e Formação Autárquica, em 1981, entidade a que presidiu até 1991. Em ambas esteve envolvido no desenvolvimento de um sistema de formação profissional, para o desempenho de funções na administração pública. Além da Universidade de Coimbra, também lecionou na Universidade Católica Portuguesa, exercendo uma função preponderante no arranque do curso de Direito no Porto. 
Morreu a 7 de setembro de 2016, aos 83 anos de idade, em casa.

### Condecorações
Ordens nacionais:
- Grã-Cruz da Ordem Militar de Nosso Senhor Jesus Cristo (29 de novembro de 1995)
- Grã-Cruz da Ordem da Liberdade (25 de abril de 2011)
- Grã-Cruz da Ordem do Infante D. Henrique (5 de outubro de 2016; a título póstumo)

Ordens estrangeiras:
- Grã-Cruz da Ordem do Mérito do Chile (20 de julho de 1992)
- Grã-Cruz da Ordem da República da Tunísia (26 de outubro de 1993)
- Grã-Cruz da Ordem de Ouissam Alaoui de Marrocos (20 de fevereiro de 1995)
- Grã-Cruz da Ordem Nacional do Cruzeiro do Sul do Brasil (25 de julho de 1996)